# Переганцевский сельсовет
Переганцевский сельсовет — административная единица на территории Вороновского района Гродненской области Республики Беларусь. Административный центр  — агрогородок Переганцы.

## История
3 ноября 2013 года в состав Переганцевского сельсовета включены населённые пункты упразднённого Вороновского сельсовета - агрогородок Вороновка, деревни Бояры, Германишки, Гута, Дайновка, Клеткеники, Лазаришки, Миловидная, Новосяды, Огородники, Пожижма, Стасино и хуторами Адамово, Борти, Вороново, Гартынково, Жемойтишки, Новополье, Стилгуны.

## Состав
Переганцевский сельсовет включает 51 населённый пункт:
- Адамово — хутор.
- Андруны — хутор.
- Антоново — хутор.
- Барташуны — деревня.
- Блажаны — хутор.
- Борти — хутор.
- Бояры — деревня
- Войтешуны — деревня.
- Винцуки — деревня.
- Волоткишки — деревня.
- Волынтишки — хутор.
- Вороново — хутор.
- Вороновка — агрогородок
- Гартынково — хутор.
- Германишки — деревня.
- Гута — деревня
- Дайновка — деревня
- Довкшаны — деревня.
- Жемойтишки — хутор.
- Зязи — деревня.
- Клеткеники — деревня.
- Ковалевщина — деревня.
- Колодишки — хутор.
- Кульни — деревня.
- Лазаришки — деревня.
- Линги — деревня.
- Лошаки — деревня.
- Малые Германишки — хутор.
- Марковщина — деревня.
- Микшевичи — деревня.
- Миловидная — деревня.
- Новиянка — деревня.
- Новополье — хутор.
- Новосяды — деревня.
- Огородники — деревня.
- Парубишки — деревня.
- Пашели — деревня.
- Переганцы — агрогородок
- Пожижма — деревня.
- Полипница — деревня.
- Ромашканцы — деревня.
- Седлиско — деревня.
- Станулянцы — деревня.
- Стасино — деревня.
- Стилгуны  — хутор.
- Франополье — деревня.
- Чехи — деревня.
- Шашки — деревня.
- Шипилишки — хутор.
- Ягелы — деревня.
- Янушевщина — деревня.

Упразднённые населённые пункты на территории сельсовета:
- Кондратишки — хутор.